# Econazol
Econazolul este un antifungic derivat de imidazol, fiind utilizat în tratamentul unor micoze topice, precum dermatofitoze și pitiriazis versicolor. Calea de administrare disponibilă este cea topică (există și forme de uz vaginal).
Molecula a fost patentată în 1968 și a fost aprobată pentru uz medical în anul 1974.